# (150129) Besshi
(150129) Besshi est un astéroïde de la ceinture principale.

## Description
(150129) Besshi est un astéroïde de la ceinture principale. Il fut découvert le 8 novembre 1994 à Kuma Kogen par Akimasa Nakamura. Il présente une orbite caractérisée par un demi-grand axe de 2,54 UA, une excentricité de 0,23 et une inclinaison de 5,4° par rapport à l'écliptique.

## Compléments